# Homomorfismo de grafos
No campo da matemática da teoria dos grafos um homomorfismo de grafos é um mapeamento entre dois grafos que respeita suas estruturas. De forma mais concreta ele mapeia vértices adjacentes a vértices adjacentes.

## Definição
Um homomorfismo de grafos {\displaystyle f} de um grafo {\displaystyle \,G=(V,E)} para um grafo {\displaystyle \,G'=(V',E')}, denotado por {\displaystyle f:G\longrightarrow G'}, é um mapeamento {\displaystyle f:V\longrightarrow V'} do conjunto de vértices de {\displaystyle \,G} para o conjunto de vértices de {\displaystyle \,G'} tal que {\displaystyle \{f(u),f(v)\}\in E'} sempre que {\displaystyle \{u,v\}\in E}.
A definição acima é estendida para dígrafos (grafos com arestas dirigidas). Então, para um homomorfismo {\displaystyle f:G\longrightarrow G'}, {\displaystyle \,(f(u),f(v))} é um arco (aresta dirigida) de {\displaystyle \,G'} se {\displaystyle \,(u,v)} é um arco de {\displaystyle \,G}.
Se há um homomorfismo {\displaystyle f:G\longrightarrow H} nós escreveremos {\displaystyle G\longrightarrow H}, e {\displaystyle G\not \longrightarrow H} caso contrário. Se {\displaystyle G\longrightarrow H}, {\displaystyle G} é dito ser homomórfico a {\displaystyle H} ou {\displaystyle H}-colorável.
A composição de homomorfismos é também um homomorfismo. Se o homomorfismo {\displaystyle f:G\longrightarrow G'} é uma bijeção cuja função inversa é também um homomorfismo de grafos, então {\displaystyle \,f} é um  isomorfismo de grafo. Determinar se há ou não um isomorfismo entre dois grafos é um importante problema em complexidade computacional; veja o problema do isomorfismo de subgrafos.
Dois grafos {\displaystyle \,G} e {\displaystyle \,G'} são homomorficamente equivalentes se {\displaystyle G\longrightarrow G'} e {\displaystyle G'\longrightarrow G}.
O resultado da retração de um grafo {\displaystyle \,G} é um subgrafo {\displaystyle \,H} de {\displaystyle \,G} tal que existe um homomorfismo {\displaystyle r:G\longrightarrow H}, chamado retração com {\displaystyle \,r(x)=x} para todo vértice {\displaystyle \,x} de {\displaystyle \,H}. Um núcleo é um grafo que não se retrai a um subgrafo próprio. Qualquer grafo é homomorficamente equivalente a um único núcleo.

## Generalização
Tome a seguinte definição de grafo:
Um grafo {\displaystyle \,G} é uma estrutura

{\displaystyle \langle \,N,args,rotulo,raiz\,\rangle }
em que {\displaystyle \,N} é o conjunto de nós do grafo, {\displaystyle args:N\longrightarrow N^{*}} , {\displaystyle \,rotulo:N\longrightarrow \Sigma }  (uma função parcial) e tais que:
{\displaystyle \,comprimento(args(n))=aridade(rotulo(n))} se {\displaystyle rotulo(n)\downarrow }; ou {\displaystyle \,0}, caso contrário.

O conceito de homomorfismo de grafos pode ser generalizado (usando essa estrutura para grafos) de funções (entre nós dos grafos) para relações:
Sejam {\displaystyle \,G,H} grafos. Uma bissimulação entre {\displaystyle \,G} e {\displaystyle \,H} é uma relação {\displaystyle R\subseteq N_{G}\times N_{H}} tal que:
- {\displaystyle raiz_{G}\,\,R\,\,raiz_{H}}
- {\displaystyle m\,R\,n\longrightarrow \,rotulo_{G}(m)\,=\,rotulo_{H}(n)}
- {\displaystyle m\,R\,n\longrightarrow \,args_{G}(m)_{i}\,R\,args_{H}(n)_{i}}

Se há tal relação, então {\displaystyle \,G} e {\displaystyle \,H} são chamados bissimilares (notação {\displaystyle G{\underline {\longleftrightarrow }}H}). Se {\displaystyle \,R} é de fato uma função (caso em que chamaremos {\displaystyle \,R} uma bissimulação funcional) temos um homomorfismo de grafo, tal que {\displaystyle {\underline {\longleftrightarrow }}} inclui {\displaystyle {\underline {\longleftarrow }}}, sendo uma ordenação de homomorfismos{\displaystyle {\underline {\longleftarrow }}} definida como:
{\displaystyle G\,{\underline {\longleftarrow }}\,H} se {\displaystyle \varphi :H\longrightarrow G}, para algum homomorfismo {\displaystyle \,\varphi }
Os conceitos de bissimulação e ordenação de homomorfismos são bastante importantes na demonstração de resultados sobre a confluência de sistemas de reescrita de grafos.

## Observações
- Em termos de  coloração de grafos, k-colorações de {\displaystyle \,G} são exatamente homomorfismos {\displaystyle f:G\longrightarrow K_{k}}, em que {\displaystyle \,K_{k}} é o grafo completo com {\displaystyle \,k} nós. Como conseqüência se {\displaystyle G\longrightarrow H}, o número cromático (menor número de cores necessário para colorir um grafo) de {\displaystyle \,G} é no máximo o de {\displaystyle \,H} : {\displaystyle Nc(G)\leq Nc(H)} (onde {\displaystyle \,Nc(X)} representa o número cromático do grafo {\displaystyle \,X}).
- O homomorfismo de grafos preserva a conectividade.
- O produto tensorial de grafos é o produto categorial para a categoria dos grafos e dos homomorfismos de grafos.
- O problema de decisão associado, isto é, decidir se existe ou não um homomorfismo de um grafo para outro, é NP-completo.